# Čubův kopec (rozhledna)
Čubův kopec je nejvyšším bodem hřebínku mezi Francovou Lhotou a Střelnou, dosahuje výšky 720,3 m n. m. a nachází se na východní Moravě v jihozápadní části Javorníků 2 km východně od Francovy Lhoty v okrese Vsetín ve Zlínském kraji, necelých 400 metrů od slovenských hranic, asi 11 km severovýchodně od Valašských Klobouk.
Vrcholem prochází rozvodí mezi povodím Moravy (Bečvy) a Váhu. Obě však patří do povodí Dunaje.
V roce 1991 zde byla vybudována dřevěná 16 m vysoká, volně přístupná vyhlídková věž, ze které se nabízí dobrý výhled na všechny světové strany. Mimo jiné třeba za dobré viditelnosti na Malou Fatru. Z důvodu špatného technického stavu byla původní rozhledna v roce 2004 nahrazena zcela novou o dva metry vyšší stavbou stejného typu.

## Turistika
Čubův kopec je druhou zastávkou naučné stezky Javorníky-západ. Toto zastavení symbolizuje kámen na vrcholu se znakem a s kovovou tabulkou s popisem výhledu a věnováním obce.
Prochází zde také značená stezka pro cyklisty na horských kolech tzv. Hornolidečská magistrála.

## Přístup
K rozhledně vede modře značená turistická stezka směřující z Francovy Lhoty na Makytu.
- Po modré a červené turistické značce z Francovy Lhoty, od hotelu Ranč u Zvonu, k rozcestí Střelenský vrch (616 m n. m.) 1,5 km, odtud 1,5 km po modré k vrcholu. Převýšení 235 m.
- Po modré z Francovy Lhoty horní části obce zvané Poschla, od rozcestí Kobzova lípa (525 m n. m.) 2 km. Převýšení 195 m.
- Po červené ze Střelné od železniční zastávky, k rozcestí Střelenský vrch (616 m n. m.) 2 km, odtud dále po modré. Převýšení 210 m.

## Výhled
Z rozhledny je kruhový výhled.
Na severu a na západě je vidět kotlina mezi Makytou, Javorníky a Vizovickými vrchy v ní ležící obce Valašská Senice a Francova Lhota, pěkný pohled je také na nejvýše položenou valašskou obec Pulčín nebo na stožár rozhledny Doubrava.
Při dobré viditelnosti severozápadním směrem lze spatřit Hostýn s větrnou elektrárnou.
Na jihu a východě lze uzřít pás Bílých Karpat s Jeleňovskou, Královcem, Končitou a Kýčerou. Lyský průsmyk oddělující Bílé Karpaty od Javorníků a část púchovské doliny.
Za jasného počasí a dobré viditelnosti lze na východním obzoru spatřit stěny Súľovských skal, Strážovské vrchy s Veľkým a Malým Manínem a hřeben Malé Fatry (Veľký Kriváň, Rozsutec, Martinské hole s vysílačem na Krížavě). Nevšedním zážitkem je pohled na toto pohoří hlavně za jasného počasí v zimním období, kdy vrcholky zdobí sněhová pokrývka.
V nejvyšším patře rozhledny o výhledu informují cedulky s popisem výhledu patřičným směrem. Je zde umístěna i vrcholová kniha.